# Diadegma obscurum
Diadegma obscurum är en stekelart som först beskrevs av Cresson 1864.  Diadegma obscurum ingår i släktet Diadegma och familjen brokparasitsteklar. Inga underarter finns listade i Catalogue of Life.